# Citral
Citralul este o monoterpenă aciclică naturală cu formula chimică C10H16O. Prezintă doi izomeri geometrici: geranial sau citralul A (izomerul E) și neralul sau citralul B (izomerul Z). Compușii sunt răspândiți în uleiul volatil al unor specii vegetale, precum este uleiul de Cymbopogon citratus (engleză lemongrass oil).